# Campeonato FIBA Américas Femenino Sub-16 de 2017
El Campeonato FIBA Américas Femenino Sub-16 de 2017 fue la 5ª edición del torneo de baloncesto organizado por FIBA Américas el torneo más importante a nivel de Americano para selecciones femeninas menores de 16 años. Se disputó en la ciudad de Buenos Aires en Argentina del 7 al 11 de junio de 2017 y entregó cuatro plazas al Campeonato Mundial de Baloncesto Femenino Sub-17 de 2018.

## Selecciones participantes
- Norteamérica:
  -  Estados Unidos
  -  Canadá
- Centroamérica y el Caribe:
  -  México
  -  Puerto Rico
  -  República Dominicana
- Sudamérica:
  -  Argentina (Sede)
  -  Colombia
  -  Venezuela

## Primera fase

### Grupo A
|   | Equipo               | Pts | J | G | P | PF  | PC  | Dif |
| - | -------------------- | --- | - | - | - | --- | --- | --- |
| 1 | Canadá               | 6   | 3 | 3 | 0 | 249 | 151 | +98 |
| 2 | Argentina            | 5   | 3 | 2 | 1 | 213 | 155 | +58 |
| 3 | Venezuela            | 4   | 3 | 1 | 2 | 150 | 210 | -60 |
| 4 | República Dominicana | 3   | 3 | 0 | 3 | 140 | 236 | -96 |

| 7 de junio, 13:45                   | Venezuela                           | 38 - 89                             | Canadá                                                                      |  |
| Reporte                             |                                     |                                     |                                                                             |  |
| Parciales: 5-23, 9-28, 11-16, 13-22 | Parciales: 5-23, 9-28, 11-16, 13-22 | Parciales: 5-23, 9-28, 11-16, 13-22 | CeNARD, Buenos Aires Árbitro(s): Rodrigo MEJÍA Rebeca DÁVILA Carlos PERALTA |  |
| I. Anes - 11                        | Pts                                 | 17 - B. Masikewich                  | CeNARD, Buenos Aires Árbitro(s): Rodrigo MEJÍA Rebeca DÁVILA Carlos PERALTA |  |
| K. Russian - 4                      | Rebs                                | 12 - Y. Ejim                        | CeNARD, Buenos Aires Árbitro(s): Rodrigo MEJÍA Rebeca DÁVILA Carlos PERALTA |  |
| N. García - 3                       | Asists                              | 4 - S. Te-Biasu                     | CeNARD, Buenos Aires Árbitro(s): Rodrigo MEJÍA Rebeca DÁVILA Carlos PERALTA |  |

| 7 de junio, 20:30                    | República Dominicana                 | 42 - 77                              | Argentina                                                                  |  |
| Reporte                              |                                      |                                      |                                                                            |  |
| Parciales: 11-23, 8-16, 13-23, 10-15 | Parciales: 11-23, 8-16, 13-23, 10-15 | Parciales: 11-23, 8-16, 13-23, 10-15 | CeNARD, Buenos Aires Árbitro(s): Gina CROSS Vivian GARCÍA Alejandra GAYTAN |  |
| A. Báez - 11                         | Pts                                  | 15 - L. Operto                       | CeNARD, Buenos Aires Árbitro(s): Gina CROSS Vivian GARCÍA Alejandra GAYTAN |  |
| N. Cueva - 8                         | Rebs                                 | 9 - C. Gentinetta                    | CeNARD, Buenos Aires Árbitro(s): Gina CROSS Vivian GARCÍA Alejandra GAYTAN |  |
| A. Báez - 3                          | Asists                               | 8 - R. Cejas                         | CeNARD, Buenos Aires Árbitro(s): Gina CROSS Vivian GARCÍA Alejandra GAYTAN |  |

| 8 de junio, 18:15                    | República Dominicana                 | 48 - 89                              | Canadá                                                                     |  |
| Reporte                              |                                      |                                      |                                                                            |  |
| Parciales: 11-21, 8-27, 11-20, 18-21 | Parciales: 11-21, 8-27, 11-20, 18-21 | Parciales: 11-21, 8-27, 11-20, 18-21 | CeNARD, Buenos Aires Árbitro(s): Gina CROSS Rebeca DÁVILA Alejandra GAYTAN |  |
| N. Cueva - 12                        | Pts                                  | 22 - B. Masikewich                   | CeNARD, Buenos Aires Árbitro(s): Gina CROSS Rebeca DÁVILA Alejandra GAYTAN |  |
| N. Cueva - 8                         | Rebs                                 | 10 - Y. Ejim                         | CeNARD, Buenos Aires Árbitro(s): Gina CROSS Rebeca DÁVILA Alejandra GAYTAN |  |
| M. Manzano - 1                       | Asists                               | 4 - A. Edwards                       | CeNARD, Buenos Aires Árbitro(s): Gina CROSS Rebeca DÁVILA Alejandra GAYTAN |  |

| 8 de junio, 20:30                    | Argentina                            | 71 - 42                              | Venezuela                                                                   |  |
| Reporte                              |                                      |                                      |                                                                             |  |
| Parciales: 17-6, 23-13, 20-11, 11-12 | Parciales: 17-6, 23-13, 20-11, 11-12 | Parciales: 17-6, 23-13, 20-11, 11-12 | CeNARD, Buenos Aires Árbitro(s): Rodrigo MEJÍA Vivian GARCÍA Carlos PERALTA |  |
| S. Acevedo - 18                      | Pts                                  | 16 - J. Arias                        | CeNARD, Buenos Aires Árbitro(s): Rodrigo MEJÍA Vivian GARCÍA Carlos PERALTA |  |
| C. Gentinetta - 8                    | Rebs                                 | 6 - I. Anes                          | CeNARD, Buenos Aires Árbitro(s): Rodrigo MEJÍA Vivian GARCÍA Carlos PERALTA |  |
| F. Chagas - 7                        | Asists                               | 2 - I. Anes                          | CeNARD, Buenos Aires Árbitro(s): Rodrigo MEJÍA Vivian GARCÍA Carlos PERALTA |  |

| 9 de junio, 16:00                   | Venezuela                           | 70 - 50                             | República Dominicana                                                       |  |
| Reporte                             |                                     |                                     |                                                                            |  |
| Parciales: 23-6, 12-7, 16-14, 19-23 | Parciales: 23-6, 12-7, 16-14, 19-23 | Parciales: 23-6, 12-7, 16-14, 19-23 | CeNARD, Buenos Aires Árbitro(s): Rodrigo MEJÍA Rebeca DÁVILA Vivian GARCÍA |  |
| N. García - 11                      | Pts                                 | 12 - Y. Acosta                      | CeNARD, Buenos Aires Árbitro(s): Rodrigo MEJÍA Rebeca DÁVILA Vivian GARCÍA |  |
| K. Russian - 10                     | Rebs                                | 16 - N. Cueva                       | CeNARD, Buenos Aires Árbitro(s): Rodrigo MEJÍA Rebeca DÁVILA Vivian GARCÍA |  |
| N. García - 5                       | Asists                              | 2 - A. Báez                         | CeNARD, Buenos Aires Árbitro(s): Rodrigo MEJÍA Rebeca DÁVILA Vivian GARCÍA |  |

| 9 de junio, 20:30                     | Canadá                                | 71 - 65                               | Argentina                                                                  |  |
| Reporte                               |                                       |                                       |                                                                            |  |
| Parciales: 17-10, 21-16, 10-16, 23-23 | Parciales: 17-10, 21-16, 10-16, 23-23 | Parciales: 17-10, 21-16, 10-16, 23-23 | CeNARD, Buenos Aires Árbitro(s): Andrés BARTEL Gina CROSS Alejandra GAYTAN |  |
| B. Masikewich - 15                    | Pts                                   | 19 - S. Acevedo                       | CeNARD, Buenos Aires Árbitro(s): Andrés BARTEL Gina CROSS Alejandra GAYTAN |  |
| B. Masikewich - 20                    | Rebs                                  | 12 - F. Chagas                        | CeNARD, Buenos Aires Árbitro(s): Andrés BARTEL Gina CROSS Alejandra GAYTAN |  |
| M. Ennis - 3                          | Asists                                | 7 - F. Chagas                         | CeNARD, Buenos Aires Árbitro(s): Andrés BARTEL Gina CROSS Alejandra GAYTAN |  |

### Grupo B
|   | Equipo         | Pts | J | G | P | PF  | PC  | Dif  |
| - | -------------- | --- | - | - | - | --- | --- | ---- |
| 1 | Estados Unidos | 6   | 3 | 3 | 0 | 270 | 102 | +168 |
| 2 | Colombia       | 5   | 3 | 2 | 1 | 146 | 184 | -38  |
| 3 | México         | 4   | 3 | 1 | 2 | 154 | 194 | -40  |
| 4 | Puerto Rico    | 3   | 3 | 0 | 3 | 133 | 223 | -90  |

| 7 de junio, 16:00                  | Colombia                           | 33 - 91                            | Estados Unidos                                                                |  |
| Reporte                            |                                    |                                    |                                                                               |  |
| Parciales: 4-32, 15-14, 9-26, 5-19 | Parciales: 4-32, 15-14, 9-26, 5-19 | Parciales: 4-32, 15-14, 9-26, 5-19 | CeNARD, Buenos Aires Árbitro(s): Natalia CUELLO Micaela PRADO Christine VUONG |  |
| H. Ulloa - 7                       | Pts                                | 17 - A. Boston                     | CeNARD, Buenos Aires Árbitro(s): Natalia CUELLO Micaela PRADO Christine VUONG |  |
| D. González - 6                    | Rebs                               | 9 - A. Boston                      | CeNARD, Buenos Aires Árbitro(s): Natalia CUELLO Micaela PRADO Christine VUONG |  |
| L. Ayala - 2                       | Asists                             | 5 - S. Brunelle                    | CeNARD, Buenos Aires Árbitro(s): Natalia CUELLO Micaela PRADO Christine VUONG |  |

| 7 de junio, 18:15                   | México                              | 76 - 49                             | Puerto Rico                                                                         |  |
| Reporte                             |                                     |                                     |                                                                                     |  |
| Parciales: 13-5, 15-9, 24-22, 24-13 | Parciales: 13-5, 15-9, 24-22, 24-13 | Parciales: 13-5, 15-9, 24-22, 24-13 | CeNARD, Buenos Aires Árbitro(s): Américo RODRÍGUEZ Andrés BARTEL Virginia PERUCHINI |  |
| K. Esquer - 34                      | Pts                                 | 10 - K. Santiago                    | CeNARD, Buenos Aires Árbitro(s): Américo RODRÍGUEZ Andrés BARTEL Virginia PERUCHINI |  |
| I. Aguilera - 14                    | Rebs                                | 9 - A. Rodríguez                    | CeNARD, Buenos Aires Árbitro(s): Américo RODRÍGUEZ Andrés BARTEL Virginia PERUCHINI |  |
| A. Arreola - 6                      | Asists                              | 2 - K. Santiago                     | CeNARD, Buenos Aires Árbitro(s): Américo RODRÍGUEZ Andrés BARTEL Virginia PERUCHINI |  |

| 8 de junio, 13:45                   | Puerto Rico                         | 52 - 68                             | Colombia                                                                        |  |
| Reporte                             |                                     |                                     |                                                                                 |  |
| Parciales: 18-15, 9-25, 13-20, 12-8 | Parciales: 18-15, 9-25, 13-20, 12-8 | Parciales: 18-15, 9-25, 13-20, 12-8 | CeNARD, Buenos Aires Árbitro(s): Natalia CUELLO Micaela PRADO Américo RODRÍGUEZ |  |
| S. A. García - 17                   | Pts                                 | 20 - D. González                    | CeNARD, Buenos Aires Árbitro(s): Natalia CUELLO Micaela PRADO Américo RODRÍGUEZ |  |
| An. Rodríguez - 10                  | Rebs                                | 11 - D. González                    | CeNARD, Buenos Aires Árbitro(s): Natalia CUELLO Micaela PRADO Américo RODRÍGUEZ |  |
| J. Vargas-Bines - 2                 | Asists                              | 5 - S. Orozco                       | CeNARD, Buenos Aires Árbitro(s): Natalia CUELLO Micaela PRADO Américo RODRÍGUEZ |  |

| 8 de junio, 16:00                   | Estados Unidos                      | 100 - 37                            | México                                                                            |  |
| Reporte                             |                                     |                                     |                                                                                   |  |
| Parciales: 14-13, 33-14, 26-4, 27-6 | Parciales: 14-13, 33-14, 26-4, 27-6 | Parciales: 14-13, 33-14, 26-4, 27-6 | CeNARD, Buenos Aires Árbitro(s): Andrés BARTEL Virginia PERUCHINI Christine VUONG |  |
| S. Brunelle - 18                    | Pts                                 | 15 - K. Esquer                      | CeNARD, Buenos Aires Árbitro(s): Andrés BARTEL Virginia PERUCHINI Christine VUONG |  |
| S. Brunelle - 11                    | Rebs                                | 5 - A. Arreola                      | CeNARD, Buenos Aires Árbitro(s): Andrés BARTEL Virginia PERUCHINI Christine VUONG |  |
| Z. Cooke - 4                        | Asists                              | 3 - A. Arreola                      | CeNARD, Buenos Aires Árbitro(s): Andrés BARTEL Virginia PERUCHINI Christine VUONG |  |

| 9 de junio, 13:45                 | Colombia                          | 45 - 41                           | México                                                                           |  |
| Reporte                           |                                   |                                   |                                                                                  |  |
| Parciales: 11-9, 8-9, 12-15, 14-8 | Parciales: 11-9, 8-9, 12-15, 14-8 | Parciales: 11-9, 8-9, 12-15, 14-8 | CeNARD, Buenos Aires Árbitro(s): Américo RODRÍGUEZ Natalia CUELLO Carlos PERALTA |  |
| D. González - 15                  | Pts                               | 10 - K. Esquer                    | CeNARD, Buenos Aires Árbitro(s): Américo RODRÍGUEZ Natalia CUELLO Carlos PERALTA |  |
| D. González - 19                  | Rebs                              | 10 - M. Rodríguez                 | CeNARD, Buenos Aires Árbitro(s): Américo RODRÍGUEZ Natalia CUELLO Carlos PERALTA |  |
| H. Ulloa - 2                      | Asists                            | 5 - A. Arreola                    | CeNARD, Buenos Aires Árbitro(s): Américo RODRÍGUEZ Natalia CUELLO Carlos PERALTA |  |

| 9 de junio, 18:15                   | Puerto Rico                         | 32 - 79                             | Estados Unidos                                                                    |  |
| Reporte                             |                                     |                                     |                                                                                   |  |
| Parciales: 5-15, 10-20, 14-25, 3-19 | Parciales: 5-15, 10-20, 14-25, 3-19 | Parciales: 5-15, 10-20, 14-25, 3-19 | CeNARD, Buenos Aires Árbitro(s): Virginia PERUCHINI Micaela PRADO Christine VUONG |  |
| M. Martínez - 14                    | Pts                                 | 17 - A. Boston                      | CeNARD, Buenos Aires Árbitro(s): Virginia PERUCHINI Micaela PRADO Christine VUONG |  |
| J. Vargas-Bines - 10                | Rebs                                | 12 - A. Boston                      | CeNARD, Buenos Aires Árbitro(s): Virginia PERUCHINI Micaela PRADO Christine VUONG |  |
| M. Avilés - 2                       | Asists                              | 4 - C. Clark                        | CeNARD, Buenos Aires Árbitro(s): Virginia PERUCHINI Micaela PRADO Christine VUONG |  |

## Fase final

### 5º al 8º puesto
|  | 5º al 8º puesto      | 5º al 8º puesto      | 5º al 8º puesto |        |           | Quinto puesto        | Quinto puesto        | Quinto puesto |  |
|  |                      |                      |                 |        |           |                      |                      |               |  |
|  |                      |                      |                 |        |           |                      |                      |               |  |
|  | Venezuela            | Venezuela            | 62              |        |           |                      |                      |               |  |
|  | Venezuela            | Venezuela            | 62              |        |           |                      |                      |               |  |
|  | Puerto Rico          | Puerto Rico          | 61              |        |           |                      |                      |               |  |
|  | Puerto Rico          | Puerto Rico          | 61              |        | Venezuela | Venezuela            | 28                   |               |  |
|  |                      |                      |                 |        | Venezuela | Venezuela            | 28                   |               |  |
|  |                      |                      | México          | México | 71        |                      |                      |               |  |
|  | México               | México               | México          | México | 71        | 102                  |                      |               |  |
|  | México               | México               |                 |        |           | 102                  |                      |               |  |
|  | República Dominicana | República Dominicana | 45              |        |           | Séptimo lugar        | Séptimo lugar        | Séptimo lugar |  |
|  | República Dominicana | República Dominicana | 45              |        |           | Séptimo lugar        | Séptimo lugar        | Séptimo lugar |  |
|  |                      |                      |                 |        |           |                      |                      |               |  |
|  |                      |                      |                 |        |           | Puerto Rico          | Puerto Rico          | 76            |  |
|  |                      |                      |                 |        |           | Puerto Rico          | Puerto Rico          | 76            |  |
|  |                      |                      |                 |        |           | República Dominicana | República Dominicana | 69            |  |
|  |                      |                      |                 |        |           | República Dominicana | República Dominicana | 69            |  |
|  |                      |                      |                 |        |           |                      |                      |               |  |

#### Cruces
| 10 de junio, 13:45                    | Venezuela                             | 62 - 61                               | Puerto Rico                                                               |  |
| Reporte                               |                                       |                                       |                                                                           |  |
| Parciales: 20-12, 15-11, 15-20, 12-18 | Parciales: 20-12, 15-11, 15-20, 12-18 | Parciales: 20-12, 15-11, 15-20, 12-18 | CeNARD, Buenos Aires Árbitro(s): Gina CROSS Micaela PRADO Christine VUONG |  |
| J. Arias - 19                         | Pts                                   | 14 - M. Martínez                      | CeNARD, Buenos Aires Árbitro(s): Gina CROSS Micaela PRADO Christine VUONG |  |
| K. Russian - 13                       | Rebs                                  | 8 - J. Vargas-Bines                   | CeNARD, Buenos Aires Árbitro(s): Gina CROSS Micaela PRADO Christine VUONG |  |
| Y. Pérez - 5                          | Asists                                | 6 - M. Martínez                       | CeNARD, Buenos Aires Árbitro(s): Gina CROSS Micaela PRADO Christine VUONG |  |

| 10 de junio, 16:00                    | México                                | 102 - 45                              | República Dominicana                                                            |  |
| Reporte                               |                                       |                                       |                                                                                 |  |
| Parciales: 31-11, 30-10, 16-11, 25-13 | Parciales: 31-11, 30-10, 16-11, 25-13 | Parciales: 31-11, 30-10, 16-11, 25-13 | CeNARD, Buenos Aires Árbitro(s): Virginia PERUCHINI Rebeca DÁVILA Vivian GARCÍA |  |
| K. Gallegos - 21                      | Pts                                   | 10 - N. Cueva                         | CeNARD, Buenos Aires Árbitro(s): Virginia PERUCHINI Rebeca DÁVILA Vivian GARCÍA |  |
| M. Rodríguez - 11                     | Rebs                                  | 9 - N. Cueva                          | CeNARD, Buenos Aires Árbitro(s): Virginia PERUCHINI Rebeca DÁVILA Vivian GARCÍA |  |
| K. Gallegos - 11                      | Asists                                | 2 - B. Alcántara                      | CeNARD, Buenos Aires Árbitro(s): Virginia PERUCHINI Rebeca DÁVILA Vivian GARCÍA |  |

#### Séptimo puesto
| 11 de junio, 13:45                   | Puerto Rico                          | 76 - 69                              | República Dominicana                                                         |  |
| Reporte                              |                                      |                                      |                                                                              |  |
| Parciales: 19-24, 27-15, 11-8, 19-22 | Parciales: 19-24, 27-15, 11-8, 19-22 | Parciales: 19-24, 27-15, 11-8, 19-22 | CeNARD, Buenos Aires Árbitro(s): Vivian GARCÍA Micaela PRADO Christine VUONG |  |
| J. Vargas-Bines - 17                 | Pts                                  | 20 - K. Benítez                      | CeNARD, Buenos Aires Árbitro(s): Vivian GARCÍA Micaela PRADO Christine VUONG |  |
| J. Vargas-Bines - 9                  | Rebs                                 | 10 - C. Santana                      | CeNARD, Buenos Aires Árbitro(s): Vivian GARCÍA Micaela PRADO Christine VUONG |  |
| M. Martínez - 3                      | Asists                               | 4 - A. Báez                          | CeNARD, Buenos Aires Árbitro(s): Vivian GARCÍA Micaela PRADO Christine VUONG |  |

#### Quinto puesto
| 11 de junio, 16:00                 | Venezuela                          | 28 - 71                            | México                                                                          |  |
| Reporte                            |                                    |                                    |                                                                                 |  |
| Parciales: 4-17, 8-17, 10-14, 6-23 | Parciales: 4-17, 8-17, 10-14, 6-23 | Parciales: 4-17, 8-17, 10-14, 6-23 | CeNARD, Buenos Aires Árbitro(s): Rodrigo MEJÍA Rebeca DÁVILA Virginia PERUCHINI |  |
| Y. Pérez - 7                       | Pts                                | 13 - A. Arreola                    | CeNARD, Buenos Aires Árbitro(s): Rodrigo MEJÍA Rebeca DÁVILA Virginia PERUCHINI |  |
| K. Russian - 11                    | Rebs                               | 10 - A. Arreola                    | CeNARD, Buenos Aires Árbitro(s): Rodrigo MEJÍA Rebeca DÁVILA Virginia PERUCHINI |  |
| N. García - 1                      | Asists                             | 5 - A. Arreola                     | CeNARD, Buenos Aires Árbitro(s): Rodrigo MEJÍA Rebeca DÁVILA Virginia PERUCHINI |  |

### 1º al 4º puesto
|  | Semifinales    | Semifinales    | Semifinales    |                |        | Final        | Final        | Final        |  |
|  |                |                |                |                |        |              |              |              |  |
|  |                |                |                |                |        |              |              |              |  |
|  | Canadá         | Canadá         | 64             |                |        |              |              |              |  |
|  | Canadá         | Canadá         | 64             |                |        |              |              |              |  |
|  | Colombia       | Colombia       | 38             |                |        |              |              |              |  |
|  | Colombia       | Colombia       | 38             |                | Canadá | Canadá       | 46           |              |  |
|  |                |                |                |                | Canadá | Canadá       | 46           |              |  |
|  |                |                | Estados Unidos | Estados Unidos | 91     |              |              |              |  |
|  | Estados Unidos | Estados Unidos | Estados Unidos | Estados Unidos | 91     | 98           |              |              |  |
|  | Estados Unidos | Estados Unidos |                |                |        | 98           |              |              |  |
|  | Argentina      | Argentina      | 42             |                |        | Tercer lugar | Tercer lugar | Tercer lugar |  |
|  | Argentina      | Argentina      | 42             |                |        | Tercer lugar | Tercer lugar | Tercer lugar |  |
|  |                |                |                |                |        |              |              |              |  |
|  |                |                |                |                |        | Colombia     | Colombia     | 52           |  |
|  |                |                |                |                |        | Colombia     | Colombia     | 52           |  |
|  |                |                |                |                |        | Argentina    | Argentina    | 59           |  |
|  |                |                |                |                |        | Argentina    | Argentina    | 59           |  |
|  |                |                |                |                |        |              |              |              |  |

#### Semifinales
| 10 de junio, 18:15                  | Canadá                              | 64 - 38                             | Colombia                                                                       |  |
| Reporte                             |                                     |                                     |                                                                                |  |
| Parciales: 18-8, 13-13, 19-10, 14-7 | Parciales: 18-8, 13-13, 19-10, 14-7 | Parciales: 18-8, 13-13, 19-10, 14-7 | CeNARD, Buenos Aires Árbitro(s): Andrés BARTEL Natalia CUELLO Alejandra GAYTAN |  |
| M. Russell - 11                     | Pts                                 | 10 - L. Quesada                     | CeNARD, Buenos Aires Árbitro(s): Andrés BARTEL Natalia CUELLO Alejandra GAYTAN |  |
| M. Russell - 8                      | Rebs                                | 5 - M. Díaz                         | CeNARD, Buenos Aires Árbitro(s): Andrés BARTEL Natalia CUELLO Alejandra GAYTAN |  |
| K. Cote-Lysius - 4                  | Asists                              | 1 - H. Ulloa                        | CeNARD, Buenos Aires Árbitro(s): Andrés BARTEL Natalia CUELLO Alejandra GAYTAN |  |

| 10 de junio, 20:30                  | Estados Unidos                      | 98 - 42                             | Argentina                                                                       |  |
| Reporte                             |                                     |                                     |                                                                                 |  |
| Parciales: 17-13, 23-14, 30-9, 28-6 | Parciales: 17-13, 23-14, 30-9, 28-6 | Parciales: 17-13, 23-14, 30-9, 28-6 | CeNARD, Buenos Aires Árbitro(s): Américo RODRÍGUEZ Rodrigo MEJÍA Carlos PERALTA |  |
| Z. Cooke - 12                       | Pts                                 | 12 - V. Gauna                       | CeNARD, Buenos Aires Árbitro(s): Américo RODRÍGUEZ Rodrigo MEJÍA Carlos PERALTA |  |
| D. Miller - 7                       | Rebs                                | 5 - D. Piri                         | CeNARD, Buenos Aires Árbitro(s): Américo RODRÍGUEZ Rodrigo MEJÍA Carlos PERALTA |  |
| S. Brunelle - 3                     | Asists                              | 3 - F. Chagas                       | CeNARD, Buenos Aires Árbitro(s): Américo RODRÍGUEZ Rodrigo MEJÍA Carlos PERALTA |  |

#### Tercer puesto
| 11 de junio, 18:15                           | Colombia                                     | 52 - 59                                      | Argentina                                                                    |  |
| Reporte                                      |                                              |                                              |                                                                              |  |
| Parciales: 6-20, 7-6, 17-12, 19-11; TE: 3-10 | Parciales: 6-20, 7-6, 17-12, 19-11; TE: 3-10 | Parciales: 6-20, 7-6, 17-12, 19-11; TE: 3-10 | CeNARD, Buenos Aires Árbitro(s): Américo RODRÍGUEZ Gina CROSS Natalia CUELLO |  |
| S. Orozco - 15                               | Pts                                          | 20 - F. Chagas                               | CeNARD, Buenos Aires Árbitro(s): Américo RODRÍGUEZ Gina CROSS Natalia CUELLO |  |
| L. Ayala - 9                                 | Rebs                                         | 20 - F. Chagas                               | CeNARD, Buenos Aires Árbitro(s): Américo RODRÍGUEZ Gina CROSS Natalia CUELLO |  |
| M. Díaz - 2                                  | Asists                                       | 5 - V. Gauna                                 | CeNARD, Buenos Aires Árbitro(s): Américo RODRÍGUEZ Gina CROSS Natalia CUELLO |  |

#### Final
| 11 de junio, 20:30                   | Canadá                               | 46 - 91                              | Estados Unidos                                                                 |  |
| Reporte                              |                                      |                                      |                                                                                |  |
| Parciales: 21-27, 4-23, 10-18, 11-23 | Parciales: 21-27, 4-23, 10-18, 11-23 | Parciales: 21-27, 4-23, 10-18, 11-23 | CeNARD, Buenos Aires Árbitro(s): Andrés BARTEL Alejandra GAYTAN Carlos PERALTA |  |
| M. Russell - 12                      | Pts                                  | 18 - A. Fudd                         | CeNARD, Buenos Aires Árbitro(s): Andrés BARTEL Alejandra GAYTAN Carlos PERALTA |  |
| B. Masikewich - 9                    | Rebs                                 | 6 - A. Boston                        | CeNARD, Buenos Aires Árbitro(s): Andrés BARTEL Alejandra GAYTAN Carlos PERALTA |  |
| D. Ntambue - 2                       | Asists                               | 4 - J. Horston                       | CeNARD, Buenos Aires Árbitro(s): Andrés BARTEL Alejandra GAYTAN Carlos PERALTA |  |

## Posiciones finales
| Rank              | Equipo               | Récord |
| ----------------- | -------------------- | ------ |
| Medalla de oro    | Estados Unidos       | 5 - 0  |
| Medalla de plata  | Canadá               | 4 - 1  |
| Medalla de bronce | Argentina            | 3 - 2  |
| 4                 | Colombia             | 2 - 3  |
| 5                 | México               | 3 - 2  |
| 6                 | Venezuela            | 2 - 3  |
| 7                 | Puerto Rico          | 1 - 4  |
| 8                 | República Dominicana | 0 - 5  |

|  | Clasificados al Campeonato Mundial de Baloncesto Femenino Sub-17 de 2018. |